# Luigi Federzoni

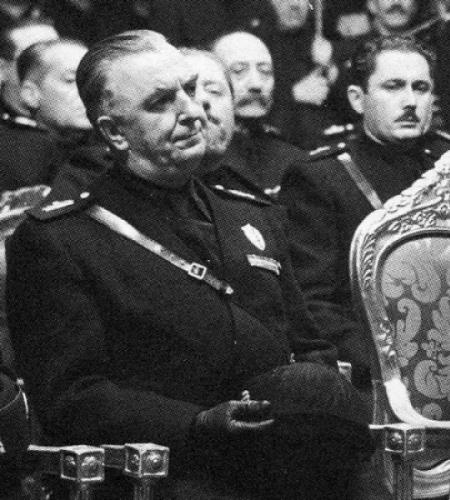
Luigi Federzoni

Luigi Federzoni (ur. 27 września 1878 w Bolonii, zm. 24 stycznia 1967 w Rzymie) – włoski polityk i pisarz.
Ukończył studia na Uniwersytecie Bolońskim, gdzie uzyskał tytuł magistra literatury, a później także magistra prawa. Jako dziennikarz rzymskiej gazety „Giornale d'Italia” oraz autor esejów, opowiadań i powieści podpisywał swoje utwory pseudonimem Giulio De' Frenzi, będącym anagramem jego nazwiska.
W roku 1910, wraz z Enrikiem Corradinim, założył Włoskie Stowarzyszenie Nacjonalistyczne (Associazione Nazionalista Italiana). Rok później, również z Enrikiem Corradinim oraz z Alfredem Rocco, zaczął wydawać tygodnik „L'idea Nazionale”. W roku 1923, dzięki działalności Federzoniego, Stowarzyszenie połączyło się z Narodową Partią Faszystowską, a on sam został ministrem w rządzie Mussoliniego. Początkowo kierował Ministerstwem Kolonii, później Ministerstwem Spraw Wewnętrznych, ale zrezygnował z tej funkcji po konflikcie z Robertem Farinaccim, reprezentującym radykalne skrzydło faszystowskie. W roku 1925 podpisał Manifest faszystowskich intelektualistów (Manifesto degli intellettuali fascisti) zredagowany przez Giovanniego Gentile.
W latach 1923–1926 kierował Włoskim Towarzystwem Geograficznym (Società geografica italiana). W roku 1928 został senatorem, a w latach 1929-1939 sprawował funkcję przewodniczącego senatu. W latach 1938–1943 stał na czele Akademii Włoskiej oraz Instytutu Encyklopedii Włoskiej. Poza tym był w latach 1937-1940 przewodniczącym Faszystowskiego Instytutu Afryki Włoskiej (Istituto fascista dell'Africa italiana).
Na posiedzeniu Wielkiej Rady Faszystowskiej, 25 lipca 1943 roku, Federzoni poparł wniosek o wotum nieufności wobec Mussoliniego, domagając się tym samym przywrócenia konstytucyjnych uprawnień króla i parlamentu. W konsekwencji został przez trybunał Włoskiej Republiki Socjalnej zaocznie skazany na karę śmierci. W roku 1945 Sąd Najwyższy Królestwa Włoch skazał go na dożywocie, ale już dwa lata później Federzoniego objęła amnestia. Wtedy udał się na emigrację do Portugalii, gdzie był wykładowcą literatury włoskiej.

## Odznaczenia
- Order Annuncjaty (1932)[5]
- Order Świętych Maurycego i Łazarza I, II i III klasy (1922, 1923, 1925)[5]
- Order Korony Włoch I i II klasy (1923, 1922)[5]

## Główne dzieła
- Il corruttore, 1900
- Il sandalo d'Apelle. Note su l'arte contemporanea, 1904
- L'allegra verità, 1905
- Il lucignolo dell'ideale, 1909
- Un eroe: Alfredo Oriani, 1910
- Ignacio Zuloaga, 1912
- L'Italia nell'Egeo, 1913
- L'italiano errante. Giacomo Casanova di Seingalt, 1913
- La Dalmazia che aspetta, 1915
- Popolari e nazionalisti, 1921
- Il Trattato di Rapallo. Con un'appendice di documenti, 1921
- Presagi alla nazione. Discorsi politici, 1925
- Venti mesi di azione coloniale, 1926
- Rinascita dell'Africa romana, 1929
- Il ritorno di Giosuè Carducci, 1932
- Parole fasciste al Sud America, 1938
- L'ora della Dalmazia, 1941
- Bologna carducciana, 1961
- Italia di ieri per la storia di domani, 1967